# Magnus Hirschfeld
Magnus Hirschfeld (ur. 14 maja 1868 w Kołobrzegu, zm. 14 maja 1935 w Nicei) – niemiecki lekarz pochodzenia żydowskiego, prekursor seksuologii, założyciel Komitetu Naukowo-Humanitarnego i Instytutu Seksuologicznego w Berlinie. Głównym przedmiotem zainteresowań Hirschfelda była sfera seksualności człowieka. Z czasem przyjęło się nazywanie tej dziedziny studiów naukowych „seksuologią”. Wymieniany jest obok Havelocka Ellisa i Alfreda Kinseya jako prekursor tego kierunku medycyny. Współcześni mu amerykańscy dziennikarze określili go „Einsteinem seksu”.

## Życiorys

### Studia i młodość
Urodził się w 1868 r. w Kolbergu (Kołobrzegu) w rodzinie Żydów aszkenazyjskich. Jego ojcem był Herman Hirschfeld, ceniony lekarz i wojskowy medyk. Studiował medycynę we Wrocławiu, Strasburgu i Berlinie. Seksuologią zainteresował się podczas studiów, gdy na wykładzie o wynaturzeniach seksualnych jako ich przykład wskazano homoseksualizm, a jako ilustrację wykładu wprowadzono na salę nagiego geja. Hirschfeld jako jedyny student zaprotestował przeciw takim działaniom. Studia ukończył w 1892 roku. W 1896 roku zamieszkał w Berlinie, gdzie zaczął badać zjawisko homoseksualizmu i walczyć z dyskryminacją gejów.

### Komitet Naukowo-Humanitarny
W 1897 roku Hirschfeld został jednym z założycieli pierwszej niemieckiej organizacji walczącej o prawa osób homoseksualnych – Komitetu Naukowo-Humanitarnego (niem. Wissenschaftlich-humanitäres Komitee, WhK). WhK zapoczątkował kampanię na rzecz zniesienia paragrafu 175, wnioskując, że jedyne akty homoseksualne podlegające penalizacji winny być aktami seksualnej przemocy: gwałtu lub z osobami niezdolnymi do wyrażenia na taki akt zgody (dzieci, osoby niepełnosprawne mentalnie). Komitet zajmował się działalnością edukacyjną, publikował prace z zakresu seksuologii, prowadził pracę badawcze z seksuologii i podejmował działania polityczne na rzecz równouprawnienia homoseksualistów. Motto komitetu brzmiało: „przez naukę do sprawiedliwości” (łac. Per scientiam ad justiciam) i wyrażało przekonanie, że badania naukowe nad homoseksualizmem sprawią, że zniknie wrogość wobec homoseksualistów.
Jednym z najważniejszych działań komitetu była zbiórka podpisów pod petycją domagającą się dekryminalizacji homoseksualizmu (zniesienia paragrafu 175). W 1898 roku Hirschfeld nawiązał kontakt z przywódcą niemieckiej partii socjaldemokratycznej (SPD) Augustem Bebelem. Bebel podpisał petycje i złożył w parlamencie projekt ustawy dekryminalizującej homoseksualizm. Projekt ustawy wywołał dyskusje w Reichstagu, nie zyskał jednak większości. Komitet dalej zbierał jednak podpisy. W 1902 roku petycję podpisało już 4500 osób, w 1906 6000 osób, a w 1924 10 tys. osób. Hirschfeld pozyskał sympatie liderów SPD, oprócz Bebela petycję podpisał także Karl Kautsky i Eduard Bernstein. Udało się pozyskać poparcie wielu artystów i pisarzy, swoje podpisy pod petycją złożyli Rainer Maria Rilke, Hermann Hesse, Max Nordau, Tomasz Mann, Albert Einstein.
W celu popularyzacji swoich idei komitet organizował mityngi w berlińskich piwiarniach. Występował na nich sam Hirschfeld i inni działacze. Niektóre zgromadzenia przyciągały nawet 1000 osób.
W ramach działalności komitetu Hirschfeld rozpoczął wydawanie pierwszych niemieckich czasopism naukowych z zakresu seksuologii – „Jahrbuchs für sexuelle Zwischenstufen” (wydawane w latach 1899–1925), „Zeitschrift für Sexualwissenschaft” (1908–1933) .

### Instytut Nauk Seksualnych

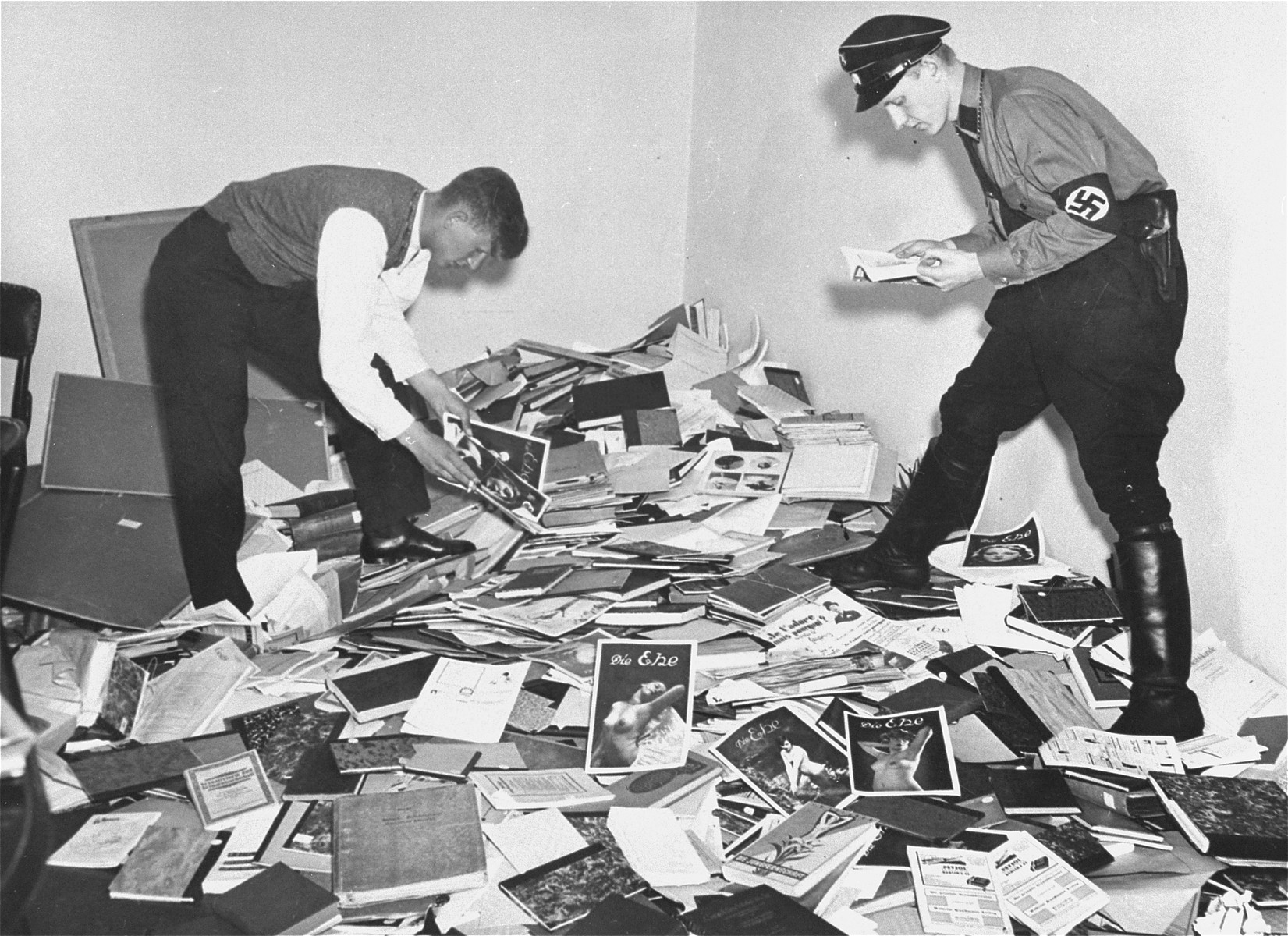
Studenci i działacze nazistowskiej bojówki SA plądrujący bibliotekę Instytutu Nauk Seksualnych

W 1919 r. Hirschfeld założył Instytut Nauk Seksualnych, który przyjmował 20 tys. pacjentów rocznie, także spoza Niemiec. Instytut kontynuował wysiłki na rzecz zniesienia paragrafu 175. W 1929 w Reichstagu przygotowano odpowiedni projekt zmiany legislacyjnej. Do głosowania nie doszło skutkiem zmian politycznych w Republice Weimarskiej i objęcia władzy przez NSDAP.
Ze względu na swoją działalność na rzecz mniejszości seksualnych spotykał się z wrogością kręgów konserwatywnych i antysemickich . W 1920 roku został brutalnie pobity po wykładzie w Monachium . W Hamburgu w 1920 roku bojówki Freikorps rzuciły petardy w publiczność podczas jego wykładów. W Kolonii jego wykłady musiała ochraniać policja. Dla propagandy nazistowskiej Hirschfeld stał się symbolem zagrożenia i upadku Niemiec. Hitler publicznie wyzywał go podczas swoich wieców w Monachium.

### Filmy

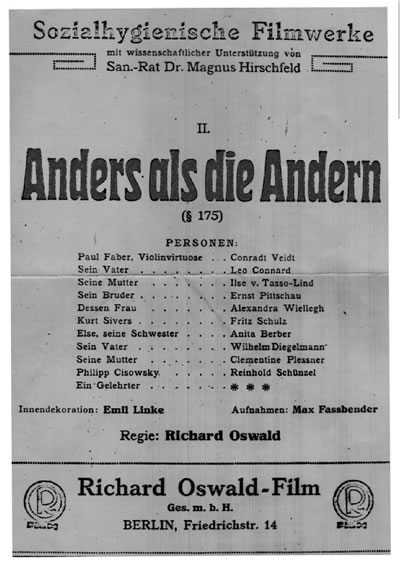
Plakat z filmu Inaczej niż inni, w którym wystąpił Magnus Hirschfeld.

Tuż przed zakończeniem I wojny światowej Hirschfeld wziął udział w pracach nad filmem Inaczej niż inni (niem. Anders als die Andern, 1919). Tematem filmu było życie homoseksualistów w Niemczech, film pokazywał negatywne konsekwencje penalizacji homoseksualizmu poprzez paragraf 175. Hirschfeld zagrał w filmie rolę seksuologa, który wyjaśnia widzom fenomen homoseksualizmu i zwraca uwagę na niesprawiedliwość istniejącego wówczas w Niemczech prawa. Film został zakazany przez cenzurę w Republice Weimarskiej.
Hirschfeld wziął udział w trzech innych produkcjach filmowych, w tym w filmie Prawa miłości (niem. Gesetze der Liebe, 1927), gdzie opowiedział o swojej karierze naukowej.

### Emigracja
W 1932 r. wyjechał za granicę na serię prelekcji, ale nie wrócił już do kraju z powodu przejęcia władzy przez nazistów, którzy go od dawna zwalczali. Osiadł we Francji. W 1933 r. jego Instytut został splądrowany i zniszczony przez działaczy nazistowskich. W 1934 roku naziści pozbawili go obywatelstwa . Jego książki były publicznie palone przez nazistów .

## Dorobek naukowy

### Koncepcja seksuologii
Hirschfeld uważał, że seksuologia powinna być dziedziną wolną od sądów wartościujących. Jego koncepcja nauki wywodziła się z neokantowskiego rozróżnienia na sferę bytu i powinności. Zadaniem nauki nie jest ocena moralna seksualności i jej przejawów (takich jak np. homoseksualizm czy transwestytyzm) a jedynie zrozumienie zjawisk i ich opis. Tak rozumiane badania powinny, zdaniem Hirschfelda, być odrębne od religii i etyki.

### Transwestytyzm
Hirschfeld jest twórcą terminu transwestytyzm. Po raz pierwszy użył go w 1910 roku w książce Transwestyci (niem. Die Transvestiten). Odnosił go do cross dresserów w Berlinie. Jak pierwszy badacz w historii dowodził, że crossdressing nie jest związany z orientacją seksualną, transwestyci opisani w jego książce byli heteroseksualnymi mężczyznami.
W pracy dowodził, że ludzka seksualność tworzy spektrum od „absolutnego mężczyzny” do „absolutnej kobiety”. Oba skrajne bieguny spektrum nie istnieją w rzeczywistości, stanowią raczej typy idealne. Realnie istniejący ludzie mogą zostać zaklasyfikowani bliżej jednego lub drugiego bieguna w zależności od 4 kryteriów: charakteru genitaliów, innych cech fizycznych, rodzaju popędu seksualnego i cech emocjonalnych.
Jednocześnie uznawał, że płeć i zachowania seksualne są w całości determinowane biologicznie. Istotnym czynnikiem determinującym płeć były jego zdaniem hormony, argumentował, że obecność hormonów charakterystycznych dla płci przeciwnej jest przyczyną homoseksualizmu. W przypadku osób biseksualnych, posiadały one jego zdaniem zarówno męskie, jak i żeńskie hormony. Uważał również, że transwestytyzm jest zjawiskiem naturalnym, które nie zalicza się do patologii.

### Badania nad powszechnością homoseksualizmu
W latach 1903–1904 prowadził w Niemczech badania ankietowe mające na celu ustalenie, jaki procent populacji stanowią homoseksualiści. Za homoseksualistów uznano tych mężczyzn, którzy uprawiają seks wyłącznie z mężczyznami. Według ustaleń Hirschfelda homoseksualiści stanowili 2% niemieckich mężczyzn. W raporcie z badań na ten temat udowodnił także istnienie biseksualizmu, pewien % ankietowanych mężczyzn uprawiał seks zarówno z kobietami, jak i z mężczyznami. Badania te wzbudziły ogromne zainteresowanie berlińskiej prasy i sprawiły, że Hirschfeld stał się znaną postacią w mieście.